# 늘기
늘기 또는 뻗기(extension)는 밀기나 젖힘을 당했을 때, 집을 키우기 위해 돌을 바깥쪽으로 계속 늘어가는 형태를 일컫는다. 밀면 늘고 젖히면 뻗는 것이 행마의 기본 수순이다. 연결을 목적으로 아군(내돌) 쪽으로 늘어두는 형태는 끌기라고 한다.